# Gato de Gayer-Anderson
El gato Gayer-Anderson es una estatua egipcia antigua de un gato, la cual data de finales de la Baja Época (alrededor 664–332 a. C.). Está hecho de bronce, con ornamentos de oro.

## Estilo y detalles
La escultura es conocida como gato Gayer-Anderson en honor al comandante Robert Grenville Gayer-Anderson quien, junto con Mary Stout Shaw, la donó al Museo Británico. La estatuilla es una representación  de la diosa gata Bastet. Luce joyas y un amuleto udyat. Los pendientes de aro y anillo de nariz fueron añadidos muy posteriormente. Un escarabeo aparece en la cabeza y otro es mostrado en el pecho. La estatua tiene 42 cm de alto y 13 cm de ancho. Una copia de la estatua es mantenida en el Museo Gayer-Anderson, localizado en El Cairo.

## Construcción

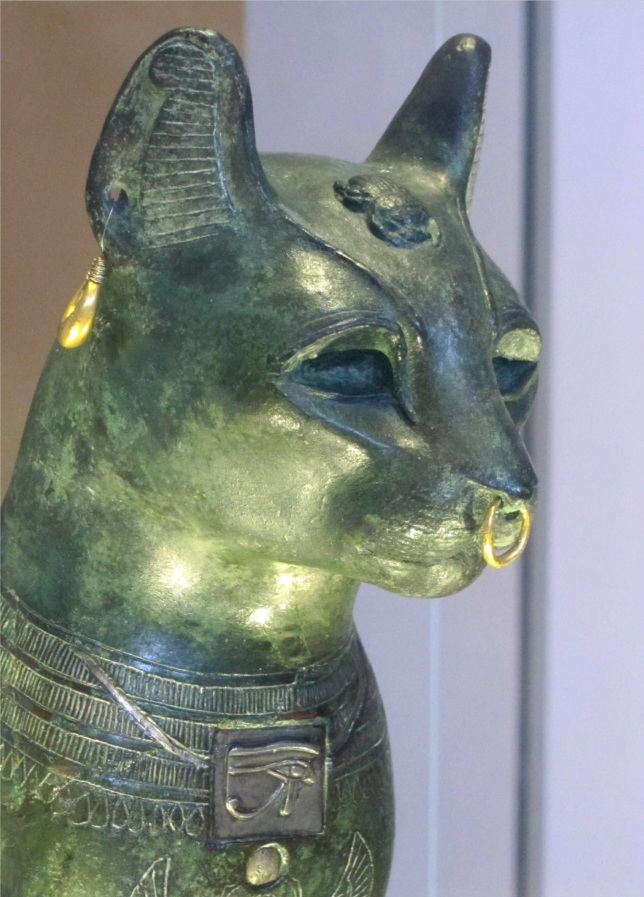
Detalle de la cabeza.

La estatua presenta varios problemas de conservación. Las radiografías tomadas de la escultura revelan que hay grietas que se extienden por el centro del cuerpo, y solo un sistema interno de refuerzo impide que la cabeza del gato se caiga. Las reparaciones fueron llevadas a cabo por el comandante Gayer-Anderson, un entusiasta restaurador de antigüedades en la década de 1930. Cuando lo compró, la superficie de la gata estaba "cubierta con un recubrimiento pesado de cardenillo cristalino y escamas crujientes de pátina roja" que cuidadosamente retiró.
El gato fue fabricado por el método de la cera perdida, donde un modelo de cera es cubierto con arcilla y se cuece en un horno hasta que la cera se funde, y el molde vacío es rellenado con metal fundido. En este caso el metal empleado era 85% cobre, 13% estaño, 2% arsénico con un 0,2% de trazas de plomo. Los restos de los alfileres internos que sujetaban el núcleo de cera todavía pueden ser vistos utilizando radiografías. Los artesanos metalúrgicos antiguos eran capaces de crear una gama de tonos en la fundición del bronce y las rayas en la cola se deben al metal con una variante en la composición. Es también muy probable que los ojos originalmente fueran incrustados en piedra o vidrio pintado.